# BTR-50
BTR-50 (BTR fiind o abreviere de la Bronetransporter/Бронетранспортер, transportor blindat în limba rusă) este un transportor blindat pentru trupe, amfibiu, șenilat, de fabricație sovietică, care are la bază șasiul tancului ușor PT-76. BTR-50 a fost dezvoltat la începutul anilor 1950 și a intrat în producție în 1954. Prima sa apariție publică a fost parada militară de la Moscova din noiembrie 1957. Producția acestui model a încetat la sfârșitul anilor 1960, BTR-50 fiind fabricat în peste 6000 de exemplare. În 1990, Armata Roșie mai avea doar 21 de exemplare în dotare, majoritatea fiind înlocuite de mașinile de luptă a infanteriei BMP-1 și BMP-2. Armata Română a achiziționat modelul BTR-50PU (varianta punct de comandă) începând cu anul 1968. Un exemplar este expus în prezent la Muzeul Militar Național "Regele Ferdinand I" din București.

## Utilizatori
Următoarele țări încă foloseau transportorul blindat BTR-50 în anul 2010:
- Cuba - număr necunoscut de exemplare în dotare.
- Croația - 16 vehicule
- Bosnia și Herțegovina - cel puțin un vehicul.
- Egipt - 500 OT-62/BTR-50 (majoritatea în rezervă).
- Iran - un număr necunoscut de vehicule în dotare (270 livrate inițial de URSS[2]).
- Libia - un număr necunoscut de exemplare în dotare (36 comandate în 1969; alte 60 de vehicule în 1977[2]).
- Siria - un număr necunoscut de vehicule în dotare (150 comandate în 1966; alte 400 în 1973[2]).
- Congo - 3 vehicule.
- Guineea - 10 vehicule.
- Somalia - un număr necunoscut de vehicule în dotare (30 achiziționate în 1971 din stocuri sovietice[2]).
- Sudan - 20-30 de vehicule (50 de vehicule din stocuri sovietice cumpărate în 1968[2]).
- Indonezia - 34 de vehicule BTR-50PK din stocurile Ucrainei (pentru armată) și 100 de vehicule BTR-50P (infanteria marină).
- Coreea de Nord - un număr necunoscut de vehicule în dotare (50 comandate în 1966[2]).
- Vietnam - un număr necunoscut de vehicule în dotare (400 donate din stocurile sovietice în 1969[2]).

### Foști utilizatori
- Afganistan - 100 de vehicule comandate în 1963 din URSS și livrate între 1965-1966[2]; 560 achiziționate în 1979 din URSS și livrate între 1979-1988.[2]
- Albania - retrase din uz.
- Algeria - 130 comandate în anul 1977 din URSS și livrate între anii 1978-1979.[2]
- Angola - 92 comandate în 1975 din stocurile URSS.[2]
- Bulgaria - 700 comandate în 1959 și livrate între 1960 și 1963.[2] Retrase din uz.
- Finlanda - 118 comandate în 1969 și livrate între 1969-1970.[2]
- Ungaria - 150 comandate în 1959 și livrate anul următor.[2]
- India - 200 comandate în 1977 și livrate în următorii doi ani.[2]
- Liban - 20, donate de către Israel.[2]
- Liberia - 8 vândute de către România.[2]
- Nicaragua - 1 vehicul de comandă.[2]
- Peru - 10 comandate în 1976.[2]
- România - retrase din uz în anii 1990.
- Uniunea Sovietică/ Rusia
- Serbia - din stocurile fostei armate iugoslave. Retrase din uz.
- Slovenia - din stocurile fostei armate iugoslave. Retrase din uz.
- Ucraina - stocurile fostei armatei sovietice. Retrase din uz.
- Germania de Est/ Germania - 200 comandate în 1958 și livrate între 1959 și 1962.[2]
- Irak - 250 de vehicule comandate din URSS în 1968 și livrate între anii 1969 and 1973.[2]
- Israel - exemplare capturate, retrase din uz în 2002.
- Iugoslavia - predate statelor succesoare. 120 cumpărate în 1964.[2]
- Yemenul de Sud - 100 achiziționate în 1972 din stocuri sovietice.[2]